# سملاي
سملاي إحدى قرى مركز أشمون التابع لمحافظة المنوفية بجمهورية مصر العربية.

## التاريخ
ذكر محمد رمزي في كتابه القاموس الجغرافي للبلاد المصرية أن سملاي من القرى القديمة، واسمها الأصلي «سملّاهة»، حيث ورد ذكرها في كتاب وقف الملك الأشرف برسباي المحرر سنة 841هـ/1437م تحت اسم «سملاها». كما ورد اسمها في «قوانين ابن مماتي» وفي «تحفة الإرشاد»، وذكرها ابن الجيعان في كتابه «التحفة السنية بأسماء البلاد المصرية»، أنها من الأعمال المنوفية، وأن مساحتها مع منيل أبو شعرة 1,909 فدان. وذكرت اسمها الحالي «سملاي» في تأريخ سنة 1228هـ/1813م.

## السكان
بلغ عدد سكان سملاي 7,654 نسمة، حسب الإحصاء الرسمي لعام 2006.